# Blank paper
blank paper（ブランク・ペーパー）は、日本の音楽ユニット。JPU Recordsに所属している。

## 概要
2021年、ユニット結成、テレビアニメ『境界戦機』のオープニングテーマ「enemy」を担当したことをきっかけにデビューを果たす。
2022年、パリで開催された「Japan Expo」にスペシャルゲストとして参加し、初ライブを行ったほか、モントリオールやロンドンで開催されたアニメコンベンションにも出演。ライブでは顔を隠し、自身の曲のほか、倖田來未やBACK-ONの曲も披露。
2023年、マドリードで開催された「Japan Weekend」に出演。年末には映画『仮面ライダー THE WINTER MOVIE ガッチャード&ギーツ 最強ケミー★ガッチャ大作戦』の主題歌「All for Love」を担当することになった。
2024年2月7日、BACK-ON×FLOWによるコラボレーションシングル「CHEMY×STORY」に「All for Love」が収録され、CDデビューを果たす。同日、横浜アリーナにて開催されたイベント『超英雄祭2024』に出演し、日本での初ライブを行う。

## メンバー
- C45P3R（キャスパー）
- T3R354（テレサ）

メンバーの正体は公表されていないが、Hi-yunkと倖田來未であることを示すいくつかのヒントが与えられている。

## ディスコグラフィ

### 配信限定シングル
| 枚 | 発売日         | タイトル     |
| -- | -------------- | ------------ |
| 1  | 2021年11月17日 | enemy        |
| 2  | 2022年6月3日   | High legacy  |
| 3  | 2023年12月20日 | All for Love |

### タイアップ曲
| 曲名         | タイアップ                                                                                | 時期   |
| ------------ | ----------------------------------------------------------------------------------------- | ------ |
| enemy        | テレビアニメ『境界戦機』第一部オープニングテーマ                                          | 2021年 |
| High legacy  | 新日本プロレス『BEST OF THE SUPER Jr.29』大会テーマソング                                 | 2022年 |
| High legacy  | テレビ朝日系『ワールドプロレスリング』6・7月度ファイティングミュージック                  | 2022年 |
| All for Love | 映画『仮面ライダー THE WINTER MOVIE ガッチャード&ギーツ 最強ケミー★ガッチャ大作戦』主題歌 | 2023年 |

### 参加作品
| 発売日       | 商品名                             | 歌          | 楽曲                                           | 備考 |
| ------------ | ---------------------------------- | ----------- | ---------------------------------------------- | ---- |
| 2024年2月7日 | CHEMY×STORY                        | blank paper | 「All for Love」                               |      |
| 2024年9月4日 | 仮面ライダーガッチャード SONG BEST | blank paper | 「All for Love」 「All for Love (Movie Edit)」 |      |